# Cisca Wijmenga

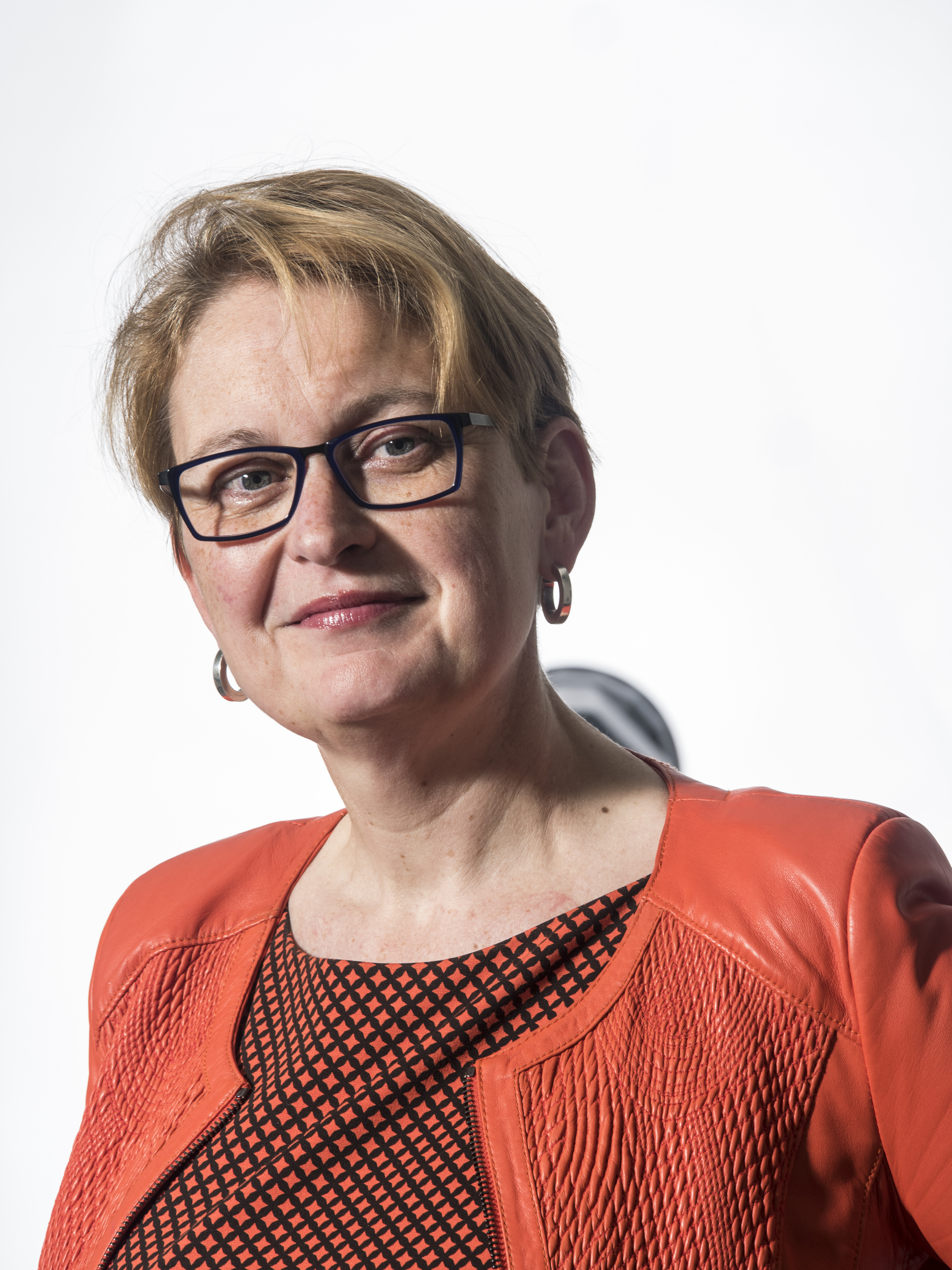
Wijmenga (2015)

Cisca Wijmenga, född 16 februari 1964 i Drachten, är en nederländsk professor i humangenetik vid Universitetet i Groningen och Groningens universitetsmedicinska centrum.
Hon utsågs till medlem av Kungliga nederländska akademin för konst och vetenskap 2012.
2015 var hon en av fyra vinnare av det nederländska Spinozapriset, den högsta nederländska utmärkelsen för akademiker verksamma i Nederländerna. Priset består av 2,5 miljoner euro. Hon tilldelades främst priset för sin forskning om genetiska faktorer associerade till glutenintolerans. Hon har också visat att flera autoimmuna sjukdomar har gemensam grund i genetiska faktorer.